# Wrap Your Troubles in Dreams
Wrap Your Troubles in Dreams är The 69 Eyes fjärde studioalbum, släppt 1997.

## Låtlista
1. Call me
2. D.I.D.
3. Broken Man
4. Get Around
5. Too Much to Loose
6. Sore loser
7. Skanky man
8. Wrap Your Troubles in Dreams
9. Hellcity 1999
10. Turbobitch
11. L8R S8N